# Евкаліптова олія

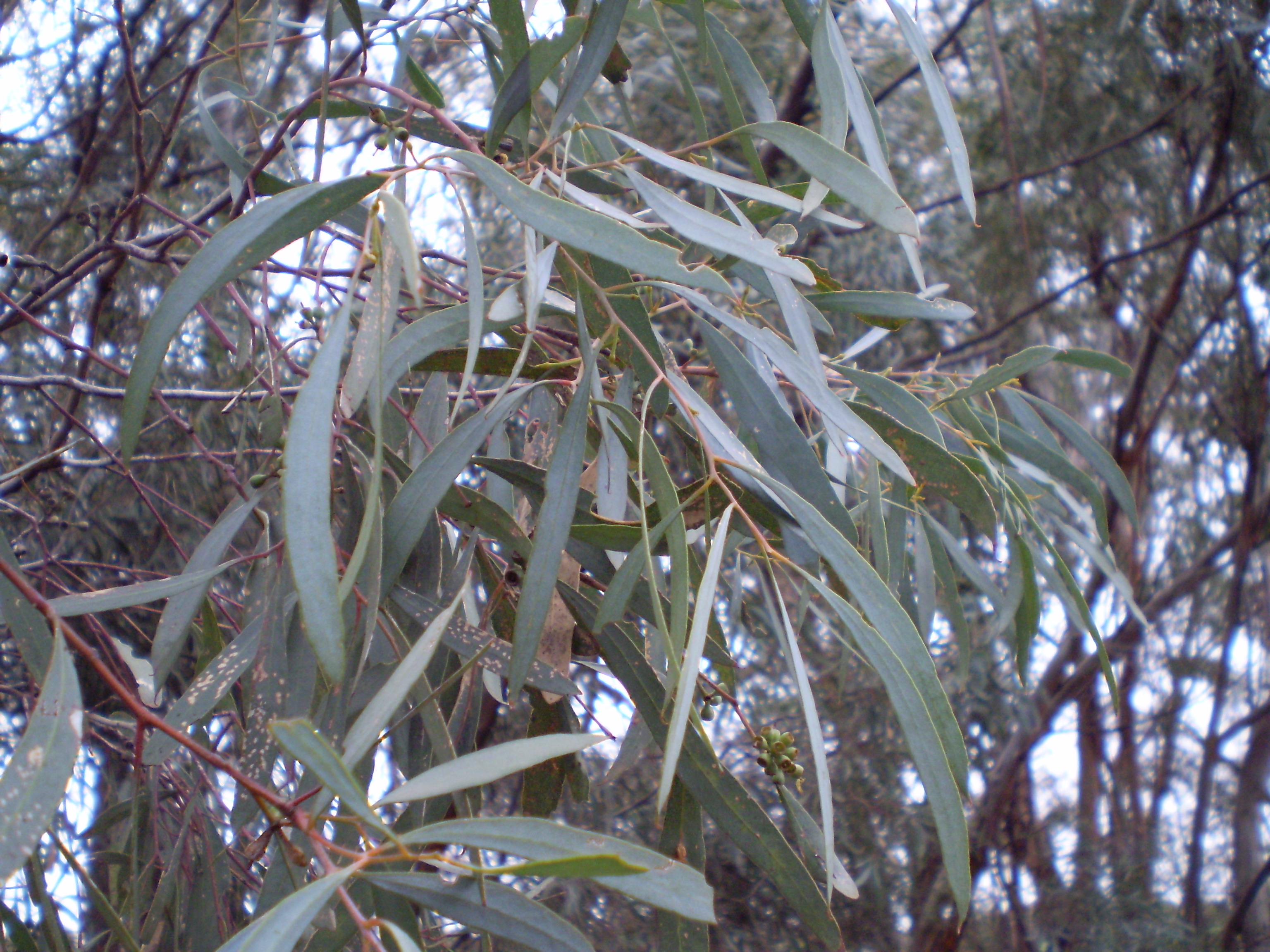

Евкаліптова олія (лат. Oleum Eucalipti) - ефірна олія, яку одержують перегонкою з водою листя різних різновидів евкаліптового дерева, що росте в Австралії, Індії, Китаї, Каліфорнії, Алжирі, півд. Франції, Іспанії, Португалії, Італії, Мексиці, Ямайці, Трансваалі та в багатьох ін. місцях.

## Види евкаліптових ефірних олій
Є дуже велика кількість сортів евкаліптової олії; всі їх можна зібрати в п'ять груп залежно від головної складової їх частини.
- До першої основної групи належать олії, отримані з  Eucalyptus globulus ,  Euc. amygdalina  і цілого ряду інших різновидів. Головна складова частина всіх їх цинеол.

Euc. globulus є найбільш поширеним представником цього виду дерев. Вихід олії зі свіжого листя близько 0,75, а з сухих - близько  1,6 і до 3%. Пит. в. 0,910—0,930; α D = +1° до +15°. Чим вище питома вага, чим менше оптична діяльність і чим легше і досконаліше олія застигає в суміші снігу і солі, тим більше в ньому міститься цинеолу. Крім цинеолу, в олії присутні: d - пінен, камфен, фенхен, валеріановий, масляний і капронову альдегіди, етиловий і аміловий спирт, ефіри жирних кислот. Так як цінність олії залежить від % вмісту в ній цинеолу, то вироблений метод його визначення: розбавляють олію петролейним ефіром і при охолодженні сумішшю снігу і солі насичують сухим HBr, поки не перестане виділятися осад. Осад відсмоктують під насосом, промивають холодним петролейним ефіром, висушують у вакуумі і, розклавши водою, вимірюють обсяг виділеного цинеолу. Неважко звідси дізнатися і його вагу, приймаючи, що пит. в. його дорівнює 0,93.
Euc. amygdalma росте майже виключно в Австралії; свіже листя його дє до 3% олії пит. в. 0,850-0,886 з α D = -25 ° до -70 °. Утримуючи цинеол, олія з Е. а. головним чином складається з фелландрену.
- До другої групи належать олії, що містять цитронелаль,
- До третьої - містять цитраль,
- До четвертої - володіють запахом, що нагадує м'яту, і
- До п'ятої - з камфорним і різними іншими запахами.

Всі ці олії виготовляються порівняно в незначних кількостях переважно в Австралії і не мають такого значення, як олії з Euc. globulus і Е. amygdalina.

## Застосування
Евкаліптова олія застосовується в складі медичних препаратів в терапії інфекційно-запальних захворювань глотки і верхніх дихальних шляхів .

## Протипоказання
Підвищена чутливість до ефірних олій, у т. ч. до олії евкаліпта.
При інгаляції - бронхіальна астма, бронхоспазм, коклюш, дитячий вік до 2 років.

## Застосування при вагітності та годуванні груддю
При вагітності і в період грудного вигодовування застосування препарату не рекомендується в зв'язку з відсутністю даних про безпеку застосування препарату у даної категорії пацієнтів.

## Спосіб застосування та дози
Інгаляційно: 10-15 кап олії на 1 склянку гарячої води. Інгаляції проводять 1-2 рази на день.
Місцево (для полоскань): 10-15 кап олії на 1 склянку теплої води. Полоскання порожнини рота проводять 3-4 рази на день.

## Побічні дії
Можливі алергічні реакції.

## Передозування
До теперішнього часу випадки передозування при застосуванні препарату не зареєстровані.

## Взаємодія
Можливо спільне застосування препарату на тлі інших лікарських засобів, що використовуються в терапії запальних захворювань верхніх дихальних шляхів.

## Особливі вказівки
Про несприятливий вплив препарату на здатність керувати автомобілем і заняттями іншими видами діяльності, що потребують концентрації уваги та швидкої реакції, не повідомлялося.